# 甕缸群島特別地區
甕缸群島特別地區是位於香港新界東部甕缸群島一帶的特別地區，划定於2011年1月1日。甕缸群島特別地區佔地176.8公頃，包括沙塘口山與其附屬島嶼、橫洲與其附屬島嶼、火石洲與其附屬島嶼、扁洲、圓崗洲、棟心洲，以及吊鐘洲南部等多個島嶼，屬於香港聯合國教科文組織世界地質公園西貢火山岩園區中的「甕缸群島景區」。